# Bogusława Pawelec
Bogusława Pawelec, właściwie Bogusława Pawelec-Małek (ur. 22 czerwca 1954 w Gdańsku) – polska aktorka teatralna i filmowa.

## Życiorys
W 1978 roku ukończyła studia na Wydziale Aktorskim Państwowej Wyższej Szkole Filmowej, Telewizyjnej i Teatralnej im. Leona Schillera w Łodzi, gdzie studiowała na roku m.in. z Bożeną Stryjkówną, Elżbietą Piwek, Jackiem Komanem, Piotrem Skibą, Andrzejem Szczytko, Mariuszem Wojciechowskim i Jacentym Jędrusikiem.
Zadebiutowała 3 października 1977 na deskach Teatru Wybrzeże w Gdańsku, wystąpiła w roli Rity w Wywiadzie w Buenos-Aires Henryka Borowika w reżyserii Jefima Lifsona. Od 1978 roku jest aktorką Teatru im. Stefana Jaracza w Łodzi, gdzie wystąpiła w spektaklach w reżyserii Wandy Laskowskiej, Jana Maciejowskiego, Bogdana Hussakowskiego, Ryszarda Majora, Mikołaja Grabowskiego, Tomasza Zygadło, Anny Augustynowicz, Marka Fiedora oraz Mariusza Grzegorzka.
Jest trzykrotną laureatką łódzkiej „Złotej Maski” za najlepszą rolę kobiecą (w latach 1997, 1999 i 2009).
Żona aktora Macieja Małka.

## Filmografia
- Gorączka mleka (1977) – Anka, koleżanka Leona (etiuda szkolna)
- Czysta chirurgia (1977) – pielęgniarka
- Wesela nie będzie (1978) – dziewczyna na zabawie wiejskiej (niewymieniona w czołówce)
- Letarg (1978) (etiuda szkolna)
- Bezsenność (1978) (etiuda szkolna)
- Sytuacje rodzinne (1979) – kochanka Woźniaka
- Moja mama (1979) – mama
- Zderzenie (1981) – pielęgniarka
- Przypadek (1981) – Czuszka Olkowska, dziewczyna Witka
- Gry i zabawy (1982) – Zuza, koleżanka Darka
- Bluszcz (1982)
- Seksmisja (1983) – Emma Dax z Genetix
- Pamiątki Soplicy (1983) (spektakl telewizyjny)
- Freuda teoria snów (1983) – Ona (spektakl telewizyjny)
- Portret (1986) (etiuda szkolna)
- Korowód (1986) – Pokojówka (spektakl telewizyjny)
- Komediantka (1986) – aktorka Myszka
- Cudowne dziecko (1986) – dziennikarka (niewymieniona w czołówce)
- Komediantka (1987) – chórzystka Wolska
- Wesele (1989) – Pepi (spektakl telewizyjny)
- Kanclerz (1989) – kobieta na uczcie u Radziwiłła (odc. 1; niewymieniona w czołówce)
- Anatol (1989) – Bianka (spektakl telewizyjny)
- Znaki (1990) (etiuda szkolna)
- Trans-Atlantyk (1990) – Dama Blondyna (spektakl telewizyjny)
- Przeklęty pistolet (1990) (etiuda szkolna)
- Spójrzcie, kto do nas zawitał (1991) – Alina (spektakl telewizyjny)
- Requiem (1991) (etiuda szkolna)
- Epizod (1991) (etiuda szkolna)
- Filemon i przyjaciele (1991) (głos)
- Szelmostwa lisa Witalisa (1993) (spektakl telewizyjny)
- Najdawniej... (1994) (etiuda szkolna)
- Gracze (1995) – Fred, kochanka i współpracownik Azara
- Mamo, czy kury potrafią mówić? (1997) – mama
- Ciotka (1998) – ciotka (etiuda szkolna)
- Korytarz (1999) (etiuda szkolna)
- Pogłos (2000) (etiuda szkolna)
- Głód (2000) (etiuda szkolna)
- Tam i z powrotem (2001) – kierowniczka wycieczki
- M jak miłość (2001) – matematyczka Pawła Zduńskiego (odc. 33)
- Listy miłosne (2001) – przełożona pielęgniarek
- Sprawa na dziś (2003–2005) – Maria Chądzyńska, gość programu
- Na Wspólnej (2003–2020) – Bożena Wielgosz
- Tajemnica kwiatu paproci (2004) – dyrektorka przedszkola
- Bracia (2005) (etiuda szkolna)
- Dwie strony medalu (2006–2007) – Irena Możejko, matka Grubego (odc. 8–9, 11–12, 14, 16, 18–20, 23, 26–29, 32, 35–36, 38, 57, 62, 66, 72–75, 78, 81–85, 88–90, 99–100, 102–103, 108, 113–114)
- Demakijaż (2007) – dyrektorka szkoły
- Pożegnania (2008) (etiuda szkolna)
- Pitbull (2008) – dyrektorka szkoły (odc. 30)
- Ofiara (2009) (etiuda szkolna)
- Nogami w górę, głową w dół (2009)
- Bez nadawcy (2010) – Matka (etiuda szkolna)
- Konstrukcja własna (2012) – Alicja
- Komisarz Alex (2012) – Ratajczakowa, matka Marka (odc. 18)
- Outside / Song (2013) (etiuda szkolna)
- Serce, serduszko (2014) – mama Korduli
- Prawo Agaty (2014) – Rokowiszowa (odc. 78)
- Obywatel (2014) – kobieta na klatce schodowej, sąsiadka Licieji
- Zadanie elementarne (2015) – menelka (etiuda szkolna)
- Ultraviolet (2017) – mecenas Węgrzyn (odc. 9)
- Dalej prosto (2018) – siostra zmarłego (etiuda szkolna)
- Nic nie ginie (2019) – matka Klaudii
- Sasza (2019) (etiuda szkolna)
- Smak pho (2019) – babcia Grażyna
- Cień (2021) – Alina Chwalińska (odc. 10)
- Lamento No. 1 (2023) (etiuda szkolna)
- Zostań ze mną (2023) (etiuda szkolna)

## Odznaczenia
- Złoty Krzyż Zasługi (17 października 2018)[4]
- Srebrny Krzyż Zasługi (2013)[5]
- Srebrny Medal „Zasłużony Kulturze Gloria Artis” (9 października 2018)[6]
- Brązowy Medal „Zasłużony Kulturze Gloria Artis” (4 września 2009)[6][7]

## Nagrody
- Nagroda Wydziału Kultury i Sztuki Urzędu Miejskiego w Łodzi z okazji Międzynarodowego Dnia Teatru (1980)
- „Złota Maska” za rolę Daluji w Walcu samotnych serc w Teatrze im. Stefana Jaracza w Łodzi (1997)
- „Złota Maska” za najlepszą rolę kobiecą – za rolę Almy w spektaklu Miłość to takie proste w Teatrze im. Stefana Jaracza w Łodzi (1999)
- Nagroda Marszałka Województwa Łódzkiego z okazji obchodów 110-lecia Teatru im. Stefana Jaracza w Łodzi (1999)
- „Złota Maska” dla najlepszej aktorki sezonu 2008/09 za rolę Pani Grollfeuer w spektaklu Zagłada ludu, albo moja wątroba jest bez sensu (2009)
- Nagroda Marszałka Województwa Łódzkiego za osiągnięcia w dziedzinie twórczości artystycznej, upowszechniania i ochrony dóbr kultury oraz szczególne zaangażowanie w pracę na rzecz kultury (2017)[8]